# Servi Corneli Lèntul (cònsol)
Servi Corneli Lèntul (llatí: Servius Cornelius Cn. f. Cn. n. Lentulus) va ser un magistrat romà del segle iv aC que va ser cònsol l'any 303 aC. Formava part de la branca dels Lèntuls dins de la gens Cornèlia, una antiga família romana d'origen patrici.
Atesa la seva filiació, el seu pare i el seu avi eren tots dos Gneu de nom, cosa que impedeix que el seu pare fos el cònsol Luci Corneli Lèntul. Segons Drumann, Servi va deixar un fill de nom Tiberi, que no consta que tingués cap càrrec destacat, però que va ser pare de Luci Corneli Lèntul Caudí, cònsol el 275 aC. Sumner considera la diferència d'edat excessivament escassa, i pensa que més aviat Servi i Tiberi podrien haver estat cosins (fills de Gneu i Tiberi, respectivament).
Durant el seu consolat, compartit amb Luci Genuci, s'enviaren sis mil colons a Alba Fucent, en territori dels eques, i quatre mil a Sora, en territori dels samnites, conquerides l'any anterior acabada la Segona Guerra Samnita.